# O voce silențioasă (manga)

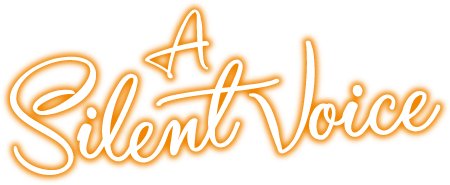
Logoul anime-ul "A Silent Voice"

O voce tăcută (Japoneză 聲の形 Koe no Katachi?, având sensul literar "Forma vocii") este o serie manga japoneză scrisă și ilustrată de Yoshitoki Ōima. Seria a fost publicată inițial ca un one-shot în numărul din februarie 2011, al revistei Bessatsu Shōnen Magazine, și mai târziu a început serializarea completă în revista Weekly Shōnen Magazine, în luna august 2013. Seria și-a atins finalul pe data de 19 noiembrie 2014. Acesta a fost publicat în șapte volume tankōbon  de Kodansha în Japonia. Seria a primit o versiune digitală creată de Crunchyroll Manga și a fost licențiată de către Kodansha Comics USA pentru o versiune printată în engleză. Un film de tip anime-teatral a fost produs de către Kyoto Animation și a fost lansat pe 17 septembrie 2016.

## Intrigă
Povestea se învârte în jurul lui Shoya Ishida, un fost delicvent, care a agresat-o și intimidat-o pe Shoko Nimishiya, o colegă de clasă surdo-mută, alături de prietenii lui, când erau în școala primară. Când Nishimiya s-a transferat, toți prietenii și profesorii s-au întors împotriva lui, izolându-l, până când ajunge la liceu, iar asta îl împinge să creadă că nu există niciun rost în a avea prieteni. Neavând planuri pentru viitor, Ishida chiar se gândește să se sinucidă, până când este reunit brusc cu Nishimiya, care încă era singuratică din cauza timidității sale. Realizând că amândoi suferă din cauza păcatelor lui din trecut, Ishida pornește pe o cale a izbăvirii prin încercarea de a o reuni pe Nishimiya cu foștii lor colegi de clasă, cu care nu a avut șansa de a se împrieteni în trecut, printre aceștia fiind Naoka Ueno, fosta amică a lui Ishida, care o urăște pe Nishimiya deoarece crede că ea este motivul pentru care Ishida a fost izolat; Miki Kawai, fosta lor șef de clasă narcisistic și Miyoko Sahara, o fată naivă și bună care a fost singura ce a încercat să se apropie de Nishimiya în trecut. De-asemeni, noi prieteni apar sub numele lui Tomohiro Nagatsuka, un băiat plinuț fără prieteni, care îi este dator lui Ishida de când l-a ajutat să nu i se fure bicicleta și Satoshi Mashiba, un băiat pe care Kawai îl plăcea.
Cei șapte încep să lucreze împreună când planul lui Nagatsuka de a crea un film pentru o competiție, în care plănuia inițial să lucreze doar el cu Ishida, atrage atenția lui Ueno, Kawai, Sahara și Mashiba, iar Nishimiya este invitată de Ishida pentru a se alătura proiectului. Pe parcursul filmărilor, cei șapte trebuie să facă față propriilor provocări și conflicte interioare în cadrul relațiilor dintre ei. De-asemeni, există o ceartă care îi separă în momentul în care Ishida încearcă din nou să se izoleze prin insultele pe care le aduce prietenilor săi, lucru care o împinge pe Nishimiya să încerce să se sinucidă deoarece simțea că ea este cauza tuturor problemelor care au apărut. Ishida reușește să o salveze și să o împiedice să se sinucidă, dar este grav rănit în urma acestui lucru, iar asta are un impact puternic asupra celorlalți șase care încep să își rezolve problemele și iau o pauză de la proiect până în momentul în care Ishida se trezește. Odată ce s-a recuperat, Ishida se împacă cu prietenii lui și în cele din urmă ei termină de turnat filmul care, deși a fost un eșec, i-a ajutat pe toți enorm în relațiile dintre ei.
Ani mai târziu, după absolvirea liceului și separarea drumurilor lor în viață, cei șapte se reunesc pentru Ziua Vârstei. Până în acel punct, Ishida deja încetase din a ignora oamenii din jurul lui și avea mulți prieteni. La sfârșitul acelei zile, Ishida și Nishimiya sunt arătați cum intră într-o cameră împreună, ținându-se de mână.

## Link-uri externe
- Site web oficial ja
- A Silent Voice (manga) la Enciclopedia Anime News Network